# Kriegerdenkmal Dähre (Obelisk)
Das Kriegerdenkmal Dähre ist ein denkmalgeschütztes Kriegerdenkmal in der Gemeinde Dähre in Sachsen-Anhalt. Im örtlichen Denkmalverzeichnis ist das Kriegerdenkmal unter der Erfassungsnummer 094 25389 als Kleindenkmal verzeichnet.

## Allgemeines
Das Kriegerdenkmal Dähre an der Kreuzung der Bauernstraße und Friedensstraße in Dähre ist eine Gedenkstätte für die gefallenen Soldaten des Deutschen Kriegs und des Deutsch-Französischen Kriegs. Es handelt sich um einen Obelisken auf einem Feldstein, der von einem Adler mit ausgebreiteten Schwingen bekrönt wird.
Im Kreisarchiv des Altmarkkreises Salzwedel ist die Ehrenliste der Gefallenen des Ersten Weltkriegs erhalten geblieben. Die Gedenktafel für die Gefallenen der Befreiungskriege von 1813–1815, die laut preußischer Anordnung in jedem Ort geschaffen werden musste, ist nicht mehr vorhanden. In den Akten von 1816 sind im Landesarchiv Sachsen-Anhalt die Listen der Gefallenen aber noch erhalten geblieben.
Unweit nördlich des Kriegerdenkmals befindet sich auf dem Friedhofsgelände der Kirche St. Andreas ein weiteres Kriegerdenkmal für die Gefallenen des Ersten Weltkriegs und des Zweiten Weltkriegs.